# Coniceromyia epicantha
Coniceromyia epicantha är en tvåvingeart som beskrevs av Borgmeier 1923. Coniceromyia epicantha ingår i släktet Coniceromyia och familjen puckelflugor. Inga underarter finns listade i Catalogue of Life.